# Blendio
Blendio è un comune rurale del Mali facente parte del circondario di Sikasso, nella regione omonima.